# Luật quốc tịch Việt Nam
Luật Quốc tịch Việt Nam là quy định pháp lý về Quốc tịch Việt Nam do Quốc hội Việt Nam thông qua. Người có quốc tịch Việt Nam là công dân Việt Nam. Quốc tịch Việt Nam thể hiện quyền và nghĩa vụ của một người với Nhà nước Cộng hòa xã hội chủ nghĩa Việt Nam và ngược lại. Quốc tịch Việt Nam về cơ bản được trao cho một người (tự động hoặc qua thủ tục pháp lý) theo quan hệ huyết thống, tuy nhiên vẫn có nhiều trường hợp ngoại lệ. Nhà nước Việt Nam công nhận công dân Việt Nam có một quốc tịch là quốc tịch Việt Nam (trừ một số ngoại lệ đặc biệt) nhưng cũng đồng thời không cấm công dân được mang thêm các quốc tịch khác nghĩa là công dân Việt Nam nhập quốc tịch nước ngoài thì không mất quốc tịch Việt Nam.

## Lịch sử
Quốc tịch Việt Nam chỉ được mặc định tồn tại nhưng chưa từng được công nhận và quy định trong lịch sử trung đại Việt Nam dù việc đăng ký hộ tịch đã có từ thời Trần. Việc quản lý hộ tịch được thực hiện một cách đầy đủ, khoa học chỉ được bắt đầu từ thời kỳ Pháp thuộc. Dưới thời Pháp thuộc, người dân Việt Nam (được coi như) có quốc tịch Đông Dương thuộc Pháp (Fédération indochinoise). Quốc tịch Việt Nam chỉ thực sự tồn tại kể từ khi Nhà nước Việt Nam Dân chủ Cộng hòa được thành lập. Sắc lệnh số 53 năm 1945 của Chính phủ Cách mạng lâm thời Việt Nam Dân chủ Cộng hòa do Chủ tịch Hồ Chí Minh kí ban hành là quy định chính thức đầu tiên về quốc tịch Việt Nam, trong đó quy định:
| “ | "Những người thuộc một trong các hạng kể sau đây đều là công dân Việt Nam: 1. Cha là công dân Việt Nam; 2. Cha không rõ là ai hay không thuộc quốc tịch nào mà mẹ là công dân Việt Nam; 3. Đẻ ở trên lĩnh thổ nước Việt Nam mà cha mẹ không rõ là ai hay không thuộc một quốc tịch nào." | ” |

Sắc lệnh này ban hành ngày 20/10/1945 khi đất nước còn chưa bị chia cắt do vậy nó có giá trị pháp lý trên toàn lãnh thổ Việt Nam và là căn cứ pháp lý gốc duy nhất được các nước thừa nhận. Tất cả các "quốc tịch" do các chế độ khác quy định sau thời điểm này đến nay đều không có giá trị pháp lý và được hiểu chung là Quốc tịch Việt Nam. Nhà nước Cộng hòa xã hội chủ nghĩa Việt Nam là thể chế thừa kế hợp pháp của Nhà nước Việt Nam dân chủ cộng hòa được quốc tế công nhận nên có quyền và nghĩa vụ quy định và quản lý quốc tịch Việt Nam.
Quốc hội nước Việt Nam thống nhất đã lần đầu ban hành Luật Quốc tịch Việt Nam vào năm 1988. Từ đó đến nay đã có tất cả những văn bản sau quy định về quốc tịch:
- Luật Quốc tịch Việt Nam 1988[5]
- Luật Quốc tịch Việt Nam 1998 (Số: 07/1998/QH10)[6]
- Luật Quốc tịch Việt Nam 2008 (Số: 24/2008/QH12)[7]
- Luật sửa đổi, bổ sung một số điều của Luật Quốc tịch Việt Nam (Số: 56/2014/QH13)[8]

## Nguyên tắc một hay nhiều quốc tịch

### Một quốc tịch
Ngay từ sắc lệnh 53 năm 1945 của Chính phủ Hồ Chí Minh đã có xu hướng quy định một quốc tịch. Pháp luật Việt Nam cũng được xây dựng theo hướng quy định một quốc tịch. Điều 3, Luật quốc tịch 1988 quy định:
| “ | Công nhận công dân Việt Nam có một quốc tịch Việt Nam. Nhà nước Cộng hòa xã hội chủ nghĩa Việt Nam chỉ công nhận công dân Việt Nam có một quốc tịch là quốc tịch Việt Nam. | ” |

Do xu hướng mở cửa và kêu gọi người Việt Nam ở nước ngoài đóng góp xây dựng quê hương, Nhà nước Việt Nam đã sử dụng phương pháp linh hoạt trong quy định quốc tịch để có lợi cho kiều bào, nghĩa là không chính thức công nhận hai hay nhiều quốc tịch (song tịch, đa tịch) nhưng cũng không cấm công dân có thêm quốc tịch khác trong nhiều trường hợp. Sau 10 năm đưa vào sử dụng Luật quốc tịch, Điều 3 của Luật quốc tịch 1998 đã bỏ bớt từ chỉ, còn lại:
| “ | Nhà nước Cộng hòa xã hội chủ nghĩa Việt Nam công nhận công dân Việt Nam có một quốc tịch là quốc tịch Việt Nam. | ” |

Luật quốc tịch 2008 đã quy định rõ ràng nhất:
| “ | Nhà nước Cộng hòa xã hội chủ nghĩa Việt Nam công nhận công dân Việt Nam có một quốc tịch là quốc tịch Việt Nam, trừ trường hợp Luật này có quy định khác. | ” |

### Nhiều quốc tịch
Có hai nhóm trường hợp ngoại lệ được phép mang nhiều hơn một quốc tịch là:
- Nhóm 1: Người Việt Nam định cư ở nước ngoài mà chưa mất quốc tịch Việt Nam thì vẫn còn quốc tịch Việt Nam.
- Nhóm 2: Những người nước ngoài nhập quốc tịch Việt Nam nhưng được cho phép giữ đồng thời quốc tịch cũ

Điều 19, Luật quốc tịch 2008 quy định người nhập quốc tịch Việt Nam thì phải thôi quốc tịch nước ngoài trừ những người sau:
- Là vợ, chồng, cha đẻ, mẹ đẻ hoặc con đẻ của công dân Việt Nam;
- Có công lao đặc biệt đóng góp cho sự nghiệp xây dựng và bảo vệ Tổ quốc Việt Nam;
- Có lợi cho Nhà nước Cộng hòa xã hội chủ nghĩa Việt Nam.
- Trong trường hợp đặc biệt, nếu được Chủ tịch nước cho phép
Năm 2016, bà Nguyễn Thị Nguyệt Hường bị mất tư cách đại biểu Quốc hội do Hội đồng bầu cử quốc gia đã không công nhận tư cách đại biểu Quốc hội khóa 14 của bà bởi một trong nhiều lí do là bà có quốc tịch thứ hai - quốc tịch Malta. Việc này vi phạm nguyên tắc một quốc tịch (Điều 4) và bà cũng không thuộc trường hợp ngoại lệ nào trong hai nhóm kể trên.

### Đăng ký giữ quốc tịch
Điều 13, Luật quốc tịch 2008 quy định rằng người Việt Nam định cư ở nước ngoài mà chưa mất quốc tịch Việt Nam phải đăng ký với cơ quan đại diện Việt Nam ở nước ngoài để giữ quốc tịch Việt Nam trước ngày 1/7/2014. Tuy nhiên đến đầu năm 2014 chỉ khoảng 6.000 kiều bào đăng ký trên tổng số 4,5 triệu người Việt ở nước ngoài do quy định này không được phổ biến rộng rãi và bất hợp lý. Sau ngày 1/7/2014 hàng triệu người Việt Nam ở nước ngoài có thể bị mất quốc tịch nếu hộ chiếu đã hết hạn. Do phản ứng của dư luận trong nước và nhiều cộng đồng người Việt ở nước ngoài, Quốc hội đã ban hành Luật mới vào tháng 6/2014 để bỏ quy định phải đăng ký giữ quốc tịch, sửa lại điều 13 của Luật quốc tịch 2008 thành:
| “ | Người Việt Nam định cư ở nước ngoài mà chưa mất quốc tịch Việt Nam theo quy định của pháp luật Việt Nam trước ngày Luật này có hiệu lực thì vẫn còn quốc tịch Việt Nam. Người Việt Nam định cư ở nước ngoài chưa mất quốc tịch Việt Nam mà không có giấy tờ chứng minh quốc tịch Việt Nam theo quy định tại Điều 11 của Luật này thì đăng ký với cơ quan đại diện Việt Nam ở nước ngoài để được xác định có quốc tịch Việt Nam và cấp Hộ chiếu Việt Nam. Chính phủ quy định chi tiết khoản này. | ” |

Luật quốc tịch 2013 đã bổ sung thêm rằng những người chưa mất quốc tịch nhưng lại không có giấy tờ gì để chứng minh quốc tịch thì vẫn được linh động cho xác định có quốc tịch và cấp hộ chiếu. Quy định như vậy là rất thông thoáng, có lợi cho nhiều Việt kiều ra nước ngoài đã lâu và không còn giấy tờ tùy thân nào của Việt Nam.

## Giấy tờ chứng minh quốc tịch Việt Nam

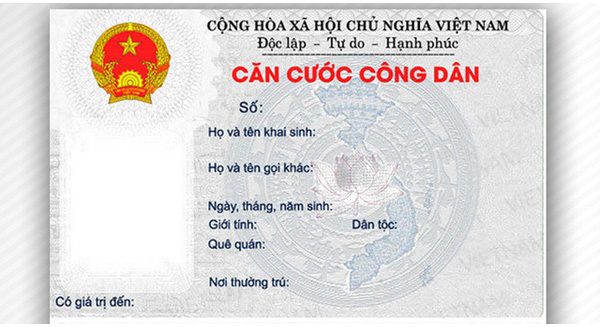
Căn cước công dân là một giấy tờ chứng minh quốc tịch Việt Nam

Điều 11, Luật quốc tịch Việt Nam 2008 quy định một trong các giấy tờ sau đây có giá trị chứng minh người có quốc tịch Việt Nam:
- Giấy khai sinh; trường hợp Giấy khai sinh không thể hiện rõ quốc tịch Việt Nam thì phải kèm theo giấy tờ chứng minh quốc tịch Việt Nam của cha mẹ;
- Giấy chứng minh nhân dân
- Căn cước công dân
- Hộ chiếu Việt Nam;
- Quyết định cho nhập quốc tịch Việt Nam, Quyết định cho trở lại quốc tịch Việt Nam, Quyết định công nhận việc nuôi con nuôi đối với trẻ em là người nước ngoài, Quyết định cho người nước ngoài nhận trẻ em Việt Nam làm con nuôi.

## Căn cứ xác định quốc tịch Việt Nam
Người được xác định có quốc tịch Việt Nam, nếu có một trong những căn cứ sau đây:
1. Do sinh ra
- Có cả cha và mẹ đều là công dân Việt Nam
- Có cha hoặc mẹ là công dân Việt Nam
- Có cha hoặc mẹ là công dân Việt Nam còn người kia là công dân nước ngoài và có sự thỏa thuận bằng văn bản của cha mẹ vào thời điểm đăng ký khai sinh. Trẻ em được sinh ra trên lãnh thổ Việt Nam mà cha mẹ (một trong hai người là công dân Việt Nam) không thỏa thuận được việc lựa chọn quốc tịch cho con thì trẻ em đó có quốc tịch Việt Nam.

2. Được nhập quốc tịch Việt Nam;
3. Được trở lại quốc tịch Việt Nam;
4. Theo quy định tại các điều 18, 35 và 37 của Luật này;
- Điều 18: Trẻ sơ sinh bị bỏ rơi, trẻ em được tìm thấy trên lãnh thổ Việt Nam mà không rõ cha mẹ là ai thì có quốc tịch Việt Nam
- Điều 35: Quốc tịch Việt Nam của con chưa thành niên được đi theo quốc tịch của cha mẹ nếu cha mẹ nhập hoặc trở lại quốc tịch Việt Nam.
- Điều 37: Trẻ em là công dân Việt Nam được người nước ngoài nhận làm con nuôi thì vẫn giữ quốc tịch Việt Nam. Trẻ em là người nước ngoài được công dân Việt Nam nhận làm con nuôi thì có quốc tịch Việt Nam.

5. Theo điều ước quốc tế mà Cộng hòa xã hội chủ nghĩa Việt Nam là thành viên.

## Nhập quốc tịch Việt Nam
Đa số người mang quốc tịch Việt Nam là những người sinh ra và lớn lên tại Việt Nam, tuy nhiên cũng có một số ít những người lấy quốc tịch Việt Nam bằng cách nhập tịch. Điều 19 Luật quốc tịch 2008 quy định:
- Công dân nước ngoài và người không quốc tịch đang thường trú ở Việt Nam có đơn xin nhập quốc tịch Việt Nam thì có thể được nhập quốc tịch Việt Nam, nếu có đủ các điều kiện sau đây:

1) Có năng lực hành vi dân sự đầy đủ theo quy định của pháp luật Việt Nam;
2) Tuân thủ Hiến pháp và pháp luật Việt Nam; tôn trọng truyền thống, phong tục, tập quán của dân tộc Việt Nam;
3) Biết tiếng Việt đủ để hoà nhập vào cộng đồng Việt Nam;
4) Đã thường trú ở Việt Nam từ 5 năm trở lên tính đến thời điểm xin nhập quốc tịch Việt Nam;
5) Có khả năng bảo đảm cuộc sống tại Việt Nam.
- 2. Các điều kiện 3, 4, 5 được miễn nếu thuộc một trong những trường hợp sau đây:

a) Là vợ, chồng, cha đẻ, mẹ đẻ hoặc con đẻ của công dân Việt Nam;
b) Có công lao đặc biệt đóng góp cho sự nghiệp xây dựng và bảo vệ Tổ quốc Việt Nam;
c) Có lợi cho Nhà nước Cộng hòa xã hội chủ nghĩa Việt Nam.

### Nhập tịch do kết hôn và định cư
Hiện nay có hai diện nhập tịch chính cho người nước ngoài là Nhập tịch thông qua kết hôn và Nhập tịch sau khi định cư lâu dài tại Việt Nam.
Hầu hết những người nước ngoài lấy vợ Việt Nam đều đủ tiêu chuẩn nhập quốc tịch Việt Nam và còn được ưu tiên không cần thôi quốc tịch nước ngoài. Trên thực tế, nhiều cầu thủ bóng đá Việt Nam sinh ra ở nước ngoài không nhập cư theo diện định cư lâu dài mà thông qua con đường kết hôn. Một số khác sau khi hoàn thành thời gian thường trú 5 năm ở Việt Nam và từ bỏ quốc tịch nước ngoài thì tiến hành thủ tục nhập tịch. Các cầu thủ đã nhập quốc tịch là những công dân Việt Nam nên phải được đối xử bình đẳng theo Hiến pháp và pháp luật. Vì vậy, báo chí đã từng phản ánh việc Liên đoàn bóng đá Việt Nam hạn chế số lượng cầu thủ gốc ngoại tham gia thi đấu là không hợp lý.

### Nhập tịch do không có quốc tịch
Người không quốc tịch là người không có quốc tịch Việt Nam và cũng không có quốc tịch nước ngoài. Ở Việt Nam hiện nay có hàng chục nghìn người không quốc tịch thuộc những nhóm người sau:
- Người di cư tự do từ Lào sang Việt Nam[15][16]
- Người tị nạn từ Campuchia dưới thời Khmer Đỏ và Việt kiều Campuchia hồi hương[17][18]
- Người thôi quốc tịch Việt Nam để nhập quốc tịch nước ngoài nhưng không nhập được nên trở thành không quốc tịch. Đó là những cô dâu Việt Nam bỏ quốc tịch Việt Nam để nhập quốc tịch Đài Loan nhưng rồi ly hôn hoặc chồng chết nên không được cấp quốc tịch Đài Loan và trở thành người không quốc tịch.[19]

Nhà nước Cộng hòa xã hội chủ nghĩa Việt Nam muốn hạn chế tối đa tình trạng không quốc tịch nên đã tạo điều kiện cho trẻ em sinh ra trên lãnh thổ Việt Nam đều có quốc tịch và những người không quốc tịch thường trú ở Việt Nam được vào quốc tịch Việt Nam. Người không có quốc tịch phải "cư trú ổn định trên lãnh thổ Việt Nam từ 20 năm trở lên" theo điều 22 Luật quốc tịch. Chính sách quốc tịch Việt Nam được đánh giá là tốt nhất trong khu vực dù vẫn còn rất nhiều khó khăn trong việc xác minh quốc tịch.

### Nhập tịch theo diện đặc biệt
Diện cuối cùng và đặc biệt nhất là Nhập tịch do có công lao đặc biệt đóng góp cho sự nghiệp xây dựng và bảo vệ Tổ quốc Việt Nam được Chủ tịch nước ký quyết định. Ông Hồ Cương Quyết (tên khai sinh: Menras André Marcel) là người đầu tiên được Chủ tịch nước Nguyễn Minh Triết kí quyết định trao quốc tịch theo diện này vào năm 2009. Sau đó có thêm một số trường hợp như ông Nguyễn Văn Lập (tên khai sinh: Kostas Sarantidis) trao quốc tịch theo diện này vào năm 2010.

## Mất quốc tịch Việt Nam
Điều 26 của Luật quốc tịch 2008 quy định những căn cứ để xác định một người đã mất quốc tịch Việt Nam:
- Được thôi quốc tịch Việt Nam.
- Bị tước quốc tịch Việt Nam.
- Theo quy định tại khoản 2 Điều 18 và Điều 35 của Luật này.
  - Khoản 2 điều 18: Trẻ sơ sinh bị bỏ rơi, trẻ em được tìm thấy trên lãnh thổ Việt Nam mà không rõ cha mẹ là ai sẽ mất quốc tịch Việt Nam nếu tìm cả cha và mẹ hoặc chỉ tìm thấy cha hoặc chỉ tìm thấy mẹ mà họ chỉ có quốc tịch nước ngoài.
  - Khoản 2 điều 35: Khi chỉ cha hoặc mẹ thôi quốc tịch Việt Nam thì con chưa thành niên sinh sống cùng với người đó cũng mất quốc tịch Việt Nam, nếu có sự thỏa thuận bằng văn bản của cha mẹ.
- Theo điều ước quốc tế mà Cộng hoà xã hội chủ nghĩa Việt Nam là thành viên.

Trong quá khứ, vào thời kỳ chiến tranh và trước Đổi mới, khi pháp luật về quốc tịch chưa hoàn thiện thì có nhiều người Việt Nam bị mất quốc tịch theo cách này hay cách khác và trở thành những người không quốc tịch sống ở nước ngoài.
- Tại miền Bắc, các trường hợp mất quốc tịch điển hình là do kết hôn với người nước ngoài mà không được sự cho phép của Nhà nước Việt Nam dân chủ cộng hòa. Trước khi khối Đông Âu tan rã, có hàng nghìn lưu học sinh Việt Nam được gửi đi học tại các nước Xã hội chủ nghĩa và Liên Xô. Những sinh viên này chịu sự quản lý và giám sát chặt chẽ của các cơ quan đại diện ngoại giao của Việt Nam, đặc biệt là không được phép có tình cảm và kết hôn với công dân của các nước tiếp nhận. Việc kết hôn với công dân các nước này phải được sự đồng ý bằng văn bản của Chính phủ hai nước, trên thực tế là gần như không thể. Có những trường hợp vì tình yêu và muốn tiến đến hôn nhân với người bản xứ mà các công dân Việt Nam này phải trốn đi, không có giấy tờ tùy thân và từ đó trở thành không quốc tịch. Ví dụ như bà Lệ Tân Sitek (tức Bùi Lý Lệ Tân) đã kết hôn với người chồng Ba Lan dưới danh nghĩa một người không quốc tịch, sau đó bà cũng không nhập quốc tịch Ba Lan nên đã sử dụng hộ chiếu Nansen để đi lại quốc tế. Bà đã viết lại câu chuyện cuộc đời mình (giai đoạn từ khi đi học tại Ba Lan) thành cuốn tiểu thuyết ‘’Ngã ba đường’’ (Nhà xuất bản Trẻ, 2013)[23]. Một trường hợp khác là ông Nguyễn Duy Dinh, du học sinh Liên Xô, phải bí mật trốn về quê vợ ở Cộng hòa Xã hội chủ nghĩa Xô viết Kirghizia (nay là Cộng hòa Kyrgyzstan) và sống suốt 30 năm không quốc tịch[24].
- Tại miền Nam, chế độ Việt Nam cộng hòa thường sử dụng biện pháp không cấp hộ chiếu hoặc hủy hộ chiếu của công dân Việt Nam ở nước ngoài có hành vi hoặc thái độ không ủng hộ chế độ như một biện pháp tước quốc tịch của họ. Một ví dụ là Giáo sư Trần Văn Khê. Năm 1960, ông Khê bị sứ quán của Việt Nam cộng hòa ở Paris thu lại hộ chiếu (sổ thông hành) và không cấp mới vì ông không nhận lời làm việc cho chính quyền. Ông phải xin chính phủ Pháp cấp cho giấy thông hành thay hộ chiếu (titre de voyage) để đi các hội thảo quốc tế và trở thành một người không quốc tịch[25]. Đến cuối năm 1962, Phạm Duy Khiêm (anh trai Phạm Duy) làm Đại sứ của Việt Nam cộng hòa tại Pháp cấp lại hộ chiếu cho ông Khê nhưng vì ông từng tham gia các hoạt động văn nghệ của khối Cộng sản nên dù có hộ chiếu nhưng vẫn không được phép hồi hương (trừ một lần năm 1974 được cấp thị thực "quá cảnh" Sài Gòn 3 tuần với sự bảo lãnh của 2 bạn học cũ là bác sĩ Nguyễn Lưu Viên và Bùi Văn Nhu). Sau khi Việt Nam cộng hòa sụp đổ, ông không nhập quốc tịch Pháp mà xin trở lại quốc tịch Việt Nam với hộ chiếu do Việt Nam Dân chủ Cộng hoà cấp năm 1975[26]. Hay như ông Vũ Tất Thắng (Ủy viên Ủy ban Mặt trận Tổ quốc Thành phố Hà Nội nhiệm kỳ 2009 - 2014) từng đi du học Nhật Bản năm 1961 và tham gia biểu tình chống chiến tranh Việt Nam tại Tokyo nên đã bị Việt Nam cộng hòa hủy hộ chiếu và trở thành người không quốc tịch. Sau khi hoàn thành chương trình học, ông đã nhập quốc tịch Nhật Bản[27][28].

Hiện nay, nếu một người không làm thủ tục xin thôi quốc tịch Việt Nam thì rất hiếm khi có trường hợp bị mất quốc tịch (ví dụ: bị tước quốc tịch), trừ khi phạm những tội liên quan đến an ninh quốc gia. Năm 2017, ông Phạm Minh Hoàng, một người có hai quốc tịch Việt Nam và Pháp, đã bị tước quốc tịch Việt Nam do có hành vi xâm hại an ninh quốc gia của Việt Nam và đã bị kết án vì hoạt động nhằm lật đổ chính quyền nhân dân. Ngày 1/6/2017, Tổng lãnh sự quán Pháp tại TP Hồ Chí Minh thông báo cho ông, Chủ tịch nước Trần Đại Quang đã ký văn bản tước quốc tịch đối với ông vào hôm 17/5 .